# 叛逆性百萬亞瑟王
《叛逆性百萬亞瑟王》是史克威爾艾尼克斯與網易聯合開發的《百萬亞瑟王》系列第三作，2018年3月25日「Anime Japan2018」宣佈改編動畫，與遊戲採用同樣的配音陣容。第1期於2018年10月25日開始播出，第2期於2019年4月開始播出。

## 登場角色

### 亞瑟
團長亞瑟（聲：雨宮天）
使用大劍型聖劍的女性亞瑟王。
出身於武術世家的她從未來返回過去目的是要斬斷一百萬把聖劍從而糾正錯誤的歷史，之後成為了亞瑟獵人小隊的隊長。但在小隊們的眼中她只是一個不及格的隊長。是cosplay愛好者，經常於大家早餐時向眾人展示她各種cosplay（甚至乎極為性感的貝殼比基尼），間中於戰場上耍白痴和各種愚蠢的行為導致小隊們較為反感而選擇離開小隊。但實際上戰鬥能力非常強和十分顧及小隊隊員的安全，在足球亞瑟比賽時更可以發揮出極其驚人的力量，甚至自己決定單獨戰鬥也不想自身隊員受到傷害，在真的認真起來時會展示出領導者的威嚴風格。性格上十分樂觀，平常的行為等同癡漢般，有百合傾向，喜歡可愛的女孩子，對美麗女性和山貓亞瑟有好感（甚至有性騷擾等行為）。其支援妖精納克拉維感情關係甚好如同母親照顧團長一般。
（角色設計可能源自於Fate系列中的貞德）
鍊金亞瑟（聲：水瀨祈）
為上一作品乖離性百萬亞瑟王和本作主要角色，外表看下去為小女孩般，使用大槌型聖劍的女性亞瑟王。
為人非常喜歡看書和十分好學，閒時就會自行到圖書館或自己房間與伯達克一同自修。美食方面對她而言認為十分普通皆因她從小就在孤兒院中長大的她從小只是食普通麵包等廉價食物，面對菜刀亞瑟所烹調的名貴料理在團長和鐵拳好吃到爆衣到倒下的情況下對鍊金而言是十分普通的。性格上比較認真和文靜內斂，戰鬥時較為守規律，與支援妖精波特哈關係十分要好，被流浪亞瑟稱她為小妹妹，有時在人面前聲稱自己是大人。
（角色設計可能源自於童話故事中的小紅帽）
閣下亞瑟（聲：花江夏樹）
使用魔導書型聖劍的男性亞瑟王。
出身於富裕家庭中的少爺，外表和聲線也是一個正太少年，正正如此因而常常被團長叫男扮女裝去深入敵境調查聖劍。性格上自尊心非常高，為人做事非常認真，比較知性和博學，但他面對逆境時比較難去應對（尤其面對女性），因此不擅長溝通的他認為支援妖精碧姫就是唯一知己。但有時會極端起來，為了保護一個前領地的領主或將軍和軍隊差點改變了歷史因而被認真起來的團長教訓。平時對團長耍白癡行為時和鐵拳笨蛋般的性格非常反感，但他也寄望團長的性格有一天可以改變起來。憧憬上一作品中乖離性百萬亞瑟王中的富豪亞瑟。
（角色設計可能源自於魔導士）
鐵拳亞瑟（聲：柿原徹也）
使用護手型聖劍的男性亞瑟王。
外表為四肢發達但頭腦簡單的熱血漢青年，每日每夜閒時會於自己房閒中鍛鍊身體更甚至在附近的地方跑步到入夜等。性格上行動前從不經思考，戰鬥上攻擊和防禦能力非常驚人，有時會與團長一起耍白痴和各種愚蠢的行為等。很多性格和事情和團長相似而導致其他亞瑟感到無奈。但他是非常重情義的人，曾經應承過輝夜好好地保護她但因看過輝夜的裸體而糟到反效果，因此輝夜略施小計趕走鐵拳，鐵拳二話不說就立即追出去尋找她。言談上十分豪邁，與閣下交情不錯。與支援妖精提坦妮亞同樣都是天然呆。
（角色設計可能源自於典型角色扮演遊戲中的拳士）
山貓亞瑟（聲：竹達彩奈）
使用重火器型聖劍的女性亞瑟王。
喜歡獨自一人行動的女性亞瑟猶如野貓般的性格。外表看上去表面很冷酷，但實際是外冷內熱的女性。團長對山貓稱為小山，團長對她十分有好感因而每天每次想盡辦法去親近山貓，但每次也會被山貓狠狠地拒絕和趕走她。在山貓失憶期間於小隊眾人們暴露了自己溫柔善良的真正一面，因此團長利用山貓失憶期間不斷地對她進行性騷擾等行為導致失山貓忍無可忍的地步因發怒從而所有恢復記憶。對前作品中乖離性百萬亞瑟王中的歌姬亞瑟為忠實粉絲更渴望約見她，從而被變裝亞瑟利用此機會乘機偷襲山貓然後偽裝成山貓潛入小隊大屋中藉此把歌姬亞瑟殺掉，但最後被山貓利用歌姬的愛識破此奸計。與支援妖精丘比特關係十分投契。
（角色設計可能源自火砲手）
流浪亞瑟（聲：中村悠一）
使用兩把手槍型聖劍的男性亞瑟王。
在亞瑟獵人小隊中最年長和人生經驗豐富的青年亞瑟，對小隊上交流較少，性格上比較嚴肅甚少出現笑面，遇上團長做出糟糕行為時只會以毒舌來向她評擊。與閣下一樣做事認真，曾經離開小隊後一度與閣下一同合作執行斬斷聖劍任務和考驗團長的意志。戰鬥實力相當強，有時更化身為亞瑟小隊中的人生導師簡單地說教人生經驗，例如教導鍊金如何煮出最好的食物面對菜刀亞瑟的挑戰。與支援妖精貝托爾甚少交談但明白對方的想法。
(角色設計可能源自於西部牛仔)

### 妖精
納克拉維（聲：茜屋日海夏）
團長亞瑟的初始妖精。
伯達克（聲：三森鈴子）
鍊金亞瑟的初始妖精。
碧姬（聲：芹澤優）
閣下亞瑟的初始妖精。
泰坦妮亞（聲：高橋李依）
鐵拳亞瑟的初始妖精。
丘比特（聲：東山奈央）
山貓亞瑟的初始妖精。
貝托爾（聲：日高里菜）
流浪亞瑟的初始妖精。

## 電視動畫

### 主題曲
片頭曲
（第1話－第10話）
填詞：Kanata Okajima，作曲、編曲：佐伯高志，主唱：大橋彩香
「OPEN THE WORLDS」（第11話－第24話）
填詞：，作曲、編曲：小島英也，主唱：ORESAMA
片尾曲
「KI-te MI-te HIT PARADE!」（第1話－第8話、第10話）
填詞、作曲、編曲：TECHNOBOYS PULCRAFT GREEN-FUND，主唱：Party☆Fairy［納克拉維（茜屋日海夏）、泰坦妮亞（高橋李依）、丘比特（東山奈央）、碧姬（芹澤優）、伯達克（三森鈴子）、貝托爾（日高里菜）］
（第9話）
填詞：松井洋平，作曲：小高光太郎、UiNA，編曲：石倉譽之、小高光太郎，主唱：輝夜（大橋彩香）
「PEARLY×PARTY」（第11話－第22話、第24話）
填詞、作曲：ORESAMA，編曲：小島英也，主唱：Pally☆Fairly［納克拉維（茜屋日海夏）、泰坦妮亞（高橋李依）、丘比特（東山奈央）、碧姬（芹澤優）、伯達克（三森鈴子）、貝托爾（日高里菜）］
插入曲
「I sing a song for you」（第5話）
填詞：松井洋平，作曲：Shilo，編曲：遠藤直彌，主唱：歌姬亞瑟（內田真禮）
「Falsetto My Heart」（第6話）
填詞：松井洋平，作曲、編曲：三谷秀甫，主唱：歌姬亞瑟（內田真禮）
（第23話）
填詞：松井洋平，作曲：小高光太郎、UiNA，編曲：石倉誉之、小高光太郎，主唱：輝夜（大橋彩香）

### 各話列表
| 話數                  | 日文標題 | 中文標題              | 劇本       | 分鏡              | 演出                | 作畫監督                                                                                       | 總作畫監督                   |
| 第1期                 | 第1期    | 第1期                 | 第1期      | 第1期             | 第1期               | 第1期                                                                                          | 第1期                        |
| --------------------- | -------- | --------------------- | ---------- | ----------------- | ------------------- | ---------------------------------------------------------------------------------------------- | ---------------------------- |
| 第一話                |          | 叛逆過去              | 玉井☆豪    | 米谷良知          | 奧野浩行            | 野田康行、谷川亮介 都築裕佳子                                                                  | 齊藤良成                     |
| 第二話                |          | 禁斷的聖劍            | 玉井☆豪    | 高田耕一          | 佐佐木純人          | 野田康行、中山由美 小松沙奈、高野友宏 壽門堂                                                   | 小森篤                       |
| 第三話                |          | 憤怒的鐵拳            | 玉井☆豪    | 鈴木恭兵 米谷良知 | 鈴木恭兵 田中瑛     | 小野和美、角谷知美 加藤愛、小松沙奈 野田康行                                                   | 小野田將人 齊藤良成          |
| 第四話                |          | 灌注來自聖地的愛      | 林壯太郎   | 高田耕一          | 則座誠              | 谷川亮介、都築裕佳子 山本雅章、中山由美                                                        | 谷川亮介 齊藤良成            |
| 第五話                |          | 腐爛的藝術            | 長谷川勝己 | 鈴木行            | 佐佐木純人          | 大久保步美、川島明子 飯飼一幸、中山由美 廣田茜、野田康行                                       | 佐藤正志                     |
| 第六話                |          | 釣到星星的亞瑟        | 長谷川勝己 | 湖山禎崇          | 田中瑛              | 田邊洋子、佐藤嵩光 迫由里香、松岡謙治 角谷知美、小野和美                                       | 小森篤 齊藤良成              |
| 第七話                |          | 薔薇的花蕾            | 水上清資   | 高田耕一          | 粟井重紀 則座誠     | 小野和美、谷川亮介 多田和春、齊藤良成 Jumondou Soul                                            | 齊藤良成 谷川亮介            |
| 第八話                |          | 被稱作魔法少女        | 林壯太郎   | 渡部高志          | 奧野浩行            | 都築裕佳子、中山由美 小松沙奈、廣田茜                                                          | 小野田將人                   |
| 第九話                |          | 在美麗的光芒之中      | 玉井☆豪    | 鈴木行            | 梶井瀨賀            | 角谷知美、小野和美 迫由里香、佐藤嵩光                                                          | 小森篤                       |
| 第十話                |          | 對未來的絕望          | 玉井☆豪    | 高田耕一 鈴木洋平 | 田中瑛 鈴木洋平     | 都築裕佳子、中山由美 小野和美、廣田茜 前田百合子                                               | 齊藤良成 小野田將人 谷川亮介 |
| 第2期                 |          |                       |            |                   |                     |                                                                                                |                              |
| 第十一話              |          | 傳承的妖精            | 玉井☆豪    | 高田耕一          | 石田美由 紀海寶興藏 | 廣田茜、迫由里香                                                                               | 齊藤良成                     |
| 第十二話              |          | 不配當團長            | 林壯太郎   | 鈴木行            | 村田尚樹            | 袴田裕二、金正男 谷口繁則                                                                      | 小野田將人 齊藤良成          |
| 第十三話              |          | 再見，小山            | 長谷川勝己 | 奧野浩行          | 奧野浩行            | 山中和泉、都築裕佳子                                                                           | 小森篤                       |
| 第十四話              |          | 戰慄的秘密溫泉！      | 水上清資   | 田中瑛            | 田中瑛 鈴木行       | 山中和泉、都築裕佳子 迫由里香、龜山朋子                                                        | 齊藤良成                     |
| 第十五話              |          | 喜歡好吃的            | 水上清資   | 鈴木洋平          | 粟井重紀            | 佐藤嵩光、陳亮                                                                                 | 小森篤                       |
| 第十六話              |          | 歌姬來了 耶！耶！耶！ | 水上清資   | 福島利規 鈴木行   | 清水一伸            | 廣田茜、迫由里香                                                                               | 小野田將人                   |
| 第十七話              |          | 團長小將              | 長谷川勝己 | 鈴木行            | 則座誠              | 迫由里香、山中和泉 都築裕佳子、小松香苗 佐藤嵩光                                               | 齊藤良成                     |
| 第十八話              |          | 篡改歷史              | 水上清資   | 高田耕一          | 村田尚樹            | 袴田裕二、金正男、谷口繁則 廣田茜、齊藤良成                                                    | 小森篤 小野田將人            |
| 第十九話              |          | 被奪走的聖劍          | 林壯太郎   | 石山貴明          | 石田美由紀          | 野田康行、 、佐藤嵩光 迫由里香                                                                 | 齊藤良成                     |
| 第二十話              |          | 小紅帽當心            | 林壯太郎   | 鈴木行            | 清水一伸            | 齊藤良成、山中泉 廣田茜、都築裕佳子 迫由里香、金正男 中島美子、永山惠 下江一正                 | 小森篤 齊藤良成              |
| 第二十一話            |          | 通向合體的道路        | 水上清資   | 高田耕一 鈴木行   | 粟井重紀            | 王敏、柴晨鐘 周健、迫由里香                                                                    | 齊藤良成 迫由里香            |
| 第二十二話            |          | 傳承的終焉            | 玉井☆豪    | 高田耕一 鈴木行   | 田中瑛              | 佐藤嵩光、廣田茜 パン・プイキ、山中いづみ 谷川亮介、谷口繁則 齊藤良成                          | 小森篤 齊藤良成              |
| 第二十三話            |          | 邁向叛逆的未來        | 玉井☆豪    | 鈴木洋平 高田耕一 | 野上良之            | 廣田茜、佐藤嵩光 林央剛、中島美子 金正男、杉田葉子 山中いづみ、關本美穗 パン・プイキ、迫由里香 | 小森篤 齊藤良成              |
| 第二十四話 （未放映） |          | 親愛的團長            | 玉井☆豪    | 田中瑛 鈴木行     | 田中瑛 野上良之     | 中山由美、藤井昌宏 小野和美、金正男 中島美子、谷川亮介 小川浩司、山中いづみ パン・プイキ       | 小森篤 齊藤良成              |

### BD
| 卷數 | 發售日期      | 收錄話數           | 規格編號  | 封面亞瑟 |
| ---- | ------------- | ------------------ | --------- | -------- |
| 1    | 2019年3月2日  | 第1話－第4話       | BIXA-1251 | 團長亞瑟 |
| 2    | 2019年4月2日  | 第5話－第8話       | BIXA-1252 | 鐵拳亞瑟 |
| 3    | 2019年7月2日  | 第9話－第12話      | BIXA-1253 | 山貓亞瑟 |
| 4    | 2019年8月2日  | 第13話－第16話     | BIXA-1254 | 閣下亞瑟 |
| 5    | 2019年9月3日  | 第17話－第20話     | BIXA-1255 | 鍊金亞瑟 |
| 6    | 2019年10月2日 | 第21話－第23話+OVA | BIXA-1256 | 流浪亞瑟 |

## 外部連結
- 遊戲官方網站 （日語）
- 叛逆性百萬亞瑟王官方營運的X（前Twitter）（日語）
- 遊戲官方網站（简体中文）
- 電視動畫官方網站 （日語）
- 動畫《叛逆性百萬亞瑟王》官方的X（前Twitter）（日語） ‬